# Philodromus brachycephalus
Philodromus brachycephalus är en spindelart som beskrevs av Lawrence 1952. Philodromus brachycephalus ingår i släktet Philodromus och familjen snabblöparspindlar. Inga underarter finns listade i Catalogue of Life.